# Independência kommun, Ceará
Independência är en kommun i Brasilien.   Den ligger i delstaten Ceará, i den östra delen av landet, 1 400 km nordost om huvudstaden Brasília. Antalet invånare är 25 586.
Följande samhällen finns i Independência:
- Várzea Alegre
- Independência

Omgivningarna runt Independência är huvudsakligen savann. Runt Independência är det mycket glesbefolkat, med 3 invånare per kvadratkilometer.